# Elvira de Bourbon
Elvira de Bourbon (Genebra, 28 de julho de 1871 – Paris, 9 de dezembro de 1929) foi uma pretendente carlista ao título de infanta de Espanha. Era filha de Carlos, Duque de Madrid e Margarida de Bourbon-Parma.

## Biografia

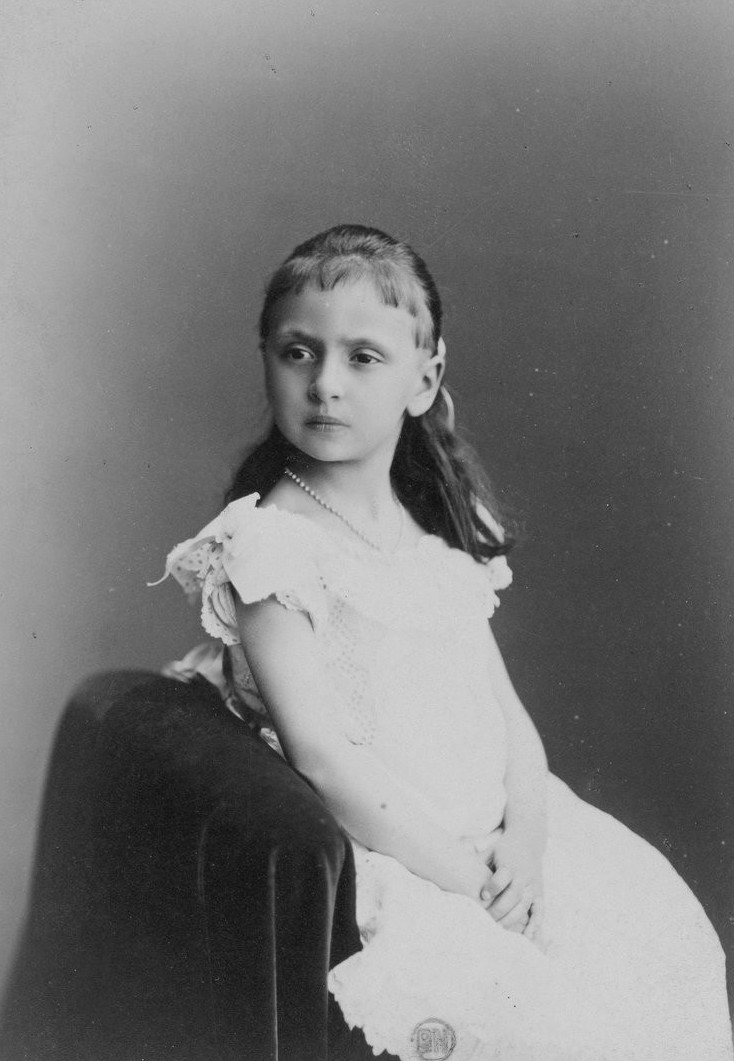
Elvira em 1878.

Nascida a 28 de julho de 1871 recebeu os nomes de Elvira Maria Teresa Henriqueta.
Foi educada no Convento das Damas Salesianas de Zangberg na Baviera. Em 29 de janeiro de 1893 sua mãe falece; depois de um ano de luto, a 28 de abril de 1894, seu pai cassa-se em segundas núpcias com a princesa Maria Berta de Rohan.
Teve uma relação amorosa com o pintor florentino Filippo Folchi e com ele teve três filhos ilegítimos, após isso foi deserdada por seu pai.
Desta união nasceram:
- Jorge de Bourbon (1900-1941)
- Leão de Bourbon (1904-1962)
- Felisberto de Bourbon (1904-1968)

Elvira morreu em Paris a 9 de dezembro de 1929. Seu corpo encontra-se sepultado na Capela Real, em Viareggio, Itália.